# Parada e Failde
Parada e Failde (oficialmente: União das Freguesias de Parada e Failde) é uma freguesia portuguesa do município de Bragança, com 52,13 km² de área e 539 habitantes (censo de 2021). A sua densidade populacional é 10,3 hab./km².
Além de Parada e Failde, a freguesia conta também com as aldeias de Paredes e Carocedo.

## História
Foi constituída em 2013, no âmbito de uma reforma administrativa nacional, pela agregação das antigas freguesias de Parada e Failde e tem a sede em Parada.

## Demografia
A população registada nos censos foi:
| Distribuição da População por Grupos Etários | Distribuição da População por Grupos Etários | Distribuição da População por Grupos Etários | Distribuição da População por Grupos Etários | Distribuição da População por Grupos Etários | Distribuição da População por Grupos Etários |
| -------------------------------------------- | -------------------------------------------- | -------------------------------------------- | -------------------------------------------- | -------------------------------------------- | -------------------------------------------- |
| Antes da agregação                           |                                              |                                              |                                              |                                              |                                              |
| Ano                                          | 0-14 anos                                    | 15-24 anos                                   | 25-64 anos                                   | >= 65 anos                                   | Total                                        |
| 2001                                         | 70                                           | 99                                           | 362                                          | 231                                          | 762                                          |
| 2011                                         | 32                                           | 51                                           | 299                                          | 275                                          | 657                                          |
| Após a agregação                             |                                              |                                              |                                              |                                              |                                              |
| Ano                                          | 0-14 anos                                    | 15-24 anos                                   | 25-64 anos                                   | >= 65 anos                                   | Total                                        |
| 2021                                         | 24                                           | 18                                           | 178                                          | 319                                          | 539                                          |